# The Babysitter (2003)
Die Kurzfilm-Komödie The Babysitter ist ein US-Kinderfilm des Regisseurs Gideon Raff aus dem Jahr 2003, der damit sein Regiedebüt gab.

## Handlung
Der fünfzehnjährige Jimmy ist der Babysitter der zehnjährigen Sara. Während Sara in der Mikrowelle eine Tüte Popcorn macht, telefoniert Jimmy mit seinem Freund. Dieser fragt Jimmy, ob er nicht zu einer Party kommen wolle. Jimmy erklärt, das er nicht kommen könne, weil er babysitten muss. Dass es eine Pärchen-Party ist, wäre kein Hinderungsgrund. Selbstverständlich habe er eine Freundin. Diese sei auch ganz „heiß“ und werde nachher noch vorbeikommen, wenn die Kleine schläft. Dann würden sie noch scharfen Sex machen. Dies Telefongespräch hört Sara halbwegs mit. 
Nach dem Telefongespräch fragt Sara, wer denn diese Freundin sei. Sie erhält von Jimmy nur ausweichende Antworten. Dann platzt Sara mit der Frage heraus, was denn „Blasen“ sei. Dies will Jimmy ihr aus nachvollziehbaren Gründen nicht beantworten. Weil Sara ihn neckt, er wisse das ja auch nicht, versucht er ihr diese Frage zu beantworten, stammelt aber nur herum. 
Die beiden beschließen anschließend Trivial Pursuit zu spielen. Doch auch hierbei rückt die forsche Sara dem schüchternen Jimmy auf die Pelle. Aus den Fragekarten liest sie Fragen vor, wie zum Beispiel: „Was ist Masturbation?“. Jimmy merkt schließlich, das Sara ihn nur neugierig ausgefragt hat. Daher schickt er sie ins Bett.
Heimlich schnappt Sara sich aber vorher noch den Rucksack von Jimmy, bevor sie in ihr Zimmer geht. Sie untersucht die Sachen von Jimmy und findet dabei ein Kondom. Währenddessen ist Jimmy im Badezimmer. Der Versuchung eines Schaumbades kann er nicht widerstehen und lässt sich ein Bad ein. 
Nachdem Sara die Sachen untersucht hat, geht sie ins Badezimmer. Dort findet sie Jimmy in der Badewanne. Sie weiß nun, dass sie ihn in der Hand hat. Denn ihre Mutter hatte dem Babysitter natürlich nicht erlaubt ein Bad zu nehmen. Und so „überredet“ sie Jimmy, ihr seinen Penis zu zeigen. Nachdem sie diesen kurz gesehen hat, läuft sie schnell aus dem Badezimmer. Und so kann sie Jimmys Frage nicht beantworten, wie sie „ihn“ denn finde.
Nachdem Jimmy wieder angezogen ist, geht er zu Sara, die gerade im Garten eine Zigarette raucht. Während sie sich unterhalten, teilen sie sich die Zigarette. Sara erklärt Jimmy, wie schwer es sei, wenn man allein mit der Mutter aufwächst. Sie ist neugierig auf alles, was mit dem anderen Geschlecht zusammenhängt, da sie in ihrer Familie niemand hat, den sie darüber fragen kann. Und Jimmy gesteht Sara, dass er eigentlich noch gar keine Freundin habe, weil er ja ziemlich schüchtern sei. Sara spricht ihm daraufhin Mut zu, da er ein ganz toller Typ sei. Und auch Jimmy sagt zu Sara, dass sie sich ganz normal entwickele.
Am Ende stellt Sara Jimmy die Frage, ob sie „ihn“ noch mal sehen könne. Worauf Jimmy ganz entsetzt „nein“ sagt.